# Megacyllene horioni
Megacyllene horioni es una especie de escarabajo longicornio del género Megacyllene, tribu Clytini, subfamilia Cerambycinae. Fue descrita científicamente por Tippmann en 1960.

## Descripción
Mide 12-13,5 milímetros de longitud.

## Distribución
Se distribuye por Bolivia.